# Safia Farhat
Safia Farhat (صفية فرحات) (nhũ danh, Foudhaili; 1924 - 7 tháng 2 năm 2004) là người tiên phong về nghệ thuật thị giác ở Tunisia, đồng thời là một nhà hoạt động học thuật và quyền phụ nữ. Cô được nhớ đến khi thành lập tấm thảm hiện đại ở nước mình, cũng như những đóng góp của cô trong các lĩnh vực thiết kế, vẽ tranh, gốm sứ, bọc, và nghệ thuật trang trí, sử dụng các vật liệu khác nhau như tem, gốm sứ, kính màu và tấm thảm. Farhat cũng thành lập tạp chí nữ quyền Ả Rập đầu tiên, Faiza.

## Tiểu sử
Sinh ra ở Radès năm 1924, cô được giáo dục ở Pháp và Tunisia, bao gồm cả tại Viện Mỹ thuật Tunis.
Năm 1949, cô tham gia vào phong trào nghệ thuật của École de Tunis (Trường Tunis), người phụ nữ duy nhất liên kết với nhóm. Năm 1959, cô thành lập tạp chí Faiza, tạp chí dành cho phụ nữ Tunisia đầu tiên sau khi độc lập của đất nước. Cô đã góp phần cải cách và đại tu nghệ thuật giảng dạy, và là giám đốc Tunisia đầu tiên của Trường Mỹ thuật Tunis nơi cô dạy vào cuối những năm 1950. Cô từng là giám đốc của Viện Mỹ thuật Tunis bắt đầu vào năm 1966,  đứng đầu Trường Kiến trúc mới.
Farhat thiết kế tem bưu chính Tunisia. Năm 1980 họ đã ban hành hai - trong đó nổi bật là Chebka Lace và đồ kim loại, và cô chịu trách nhiệm cho một trong số họ.
Farhat đã đóng góp vào việc thành lập Hiệp hội Phụ nữ Dân chủ Tunisia và là một nhà hoạt động trong việc bảo vệ quyền của phụ nữ. Cô cũng được liên kết với Hiệp hội des peintres et amateurs de'art en Tunisie (chủ tịch); Zin (đồng sáng lập, công ty trang trí và Center des Arts Vivants in Rades (người sáng lập; 1981) cùng với chồng Ammar Farhat, họ đã tặng cho nhà nước Tunisia. thủy tinh, hình vẽ, tranh vẽ, phù điêu, bích họa và đặc biệt là tấm thảm trang trí. Cô mất năm 2004.